# 보글보글 스폰지밥 (영화)
《보글보글 스폰지밥》(영어: The SpongeBob SquarePants Movie)는 2004년에 제작된 미국의 애니메이션 영화이다.
1999년부터 미국에서 방영한 동명의 TV시리즈 애니메이션 《네모바지 스폰지밥》의 2004년 제작된 극장용 미국 애니메이션 영화이다.
미국에서만 850억원을 벌어들였고 전 세계 개봉으로 1400억원을 벌어들었다.
대한민국에서는 UIP 코리아㈜에서 수입하여 2005년 9월 30일에 극장 개봉하였다.

## 출연

### 주연
- 톰 케니
- 클랜시 브라운
- 로저 범패스
- 빌 파거바키
- 미스터 로런스
- 질 탤리
- 캐롤린 로런스
- 매리 조 카틀렛
- 제프리 탬버
- 스칼렛 요한슨
- 알렉 볼드윈

### 조연
- 데이빗 핫셀호프
- 크리스토퍼 로건
- D.P. 피츠제럴드
- 콜 S. 맥케이
- 딜런 해거티
- 바트 맥카시
- 헨리 킹지
- 폴 지즈
- 제라드 그리스바움
- 맥시 J. 샌틸런 Jr.
- 지노 몬데시노스
- 로빈 러셀
- 벤 윌슨
- 조시 젤라야
- 마게이나 토바
- 토드 두페이
- 디 브래들리 베이커
- 시레나 어윈
- 로리 앨런
- 토머스 F. 윌슨
- 카를로스 엘라즈라퀴
- 조슈아 세스
- 팀 블래니
- 데릭 드라이몬
- 아론 스프링어
- 닐 로스
- 스티븐 힐런버그

## 기타
- 원작자: 스티븐 힐렌버그
- Line PD: 아론 패리
- 제작책임: 피터 M. 토비언슨
- 공동연출: 마크 오스본
- 미술: 닉 제닝스
- 미술: 크리스 L. 스펠만
- 의상: 테리 발라자
- Ass-PD: 스티븐 윌즈버크
- 배역: 주디스 보우리

## 스탭
- 제공 : 파라마운트 픽쳐스
- 프로덕션 : 니켈로디언 무비스, 유나이티드 플랑크톤 픽쳐스
- 음악 : 그레그 나홀즈
- 음악총지휘 : 카린 라츠만
- 촬영감독 : 저지 질린스키
- 제작총지휘 : 알비 헷치, 지나 셰이, 데릭 드라이몬
- 프로듀서 : 줄리아 피스토
- 원작스토리 : 스테픈 힐른버그
- 스토리 & 스토리보드 : 데릭 드라이몬 & 팀 힐 & 스테픈 힐른버그 & 켄트 오스본 & 아론 스프링어 & 폴 티빗
- 제작 & 감독 : 스테픈 힐른버그

## 해외 수출
- 개봉 : 2005년 9월 30일
- 시간 : 87분
- 등급 : 전체 관람가
- 수입 : UIP 코리아㈜
- 배급 : UIP 코리아㈜
- 전편 :
- 후편 : 스폰지밥 3D